# شعب بالاونج
شعب بالاونج هم أقلية عرقية تعيش في ولاية شان(ميانمار)،مقاطعة يونان (الصين) وشمال تايلاند.يسعى شعب بالونج بالحكم الذاتي في ميانمار حيث دخل في صراع مسلح مع جيش ميانمار، استفادت كل من الحكومة والمتمردين من زراعة الخشخاش، والتي تسببت في إدمان المخدرات بشكل خطير بين السكان المحليين.